# Anatomia da cabeça e pescoço

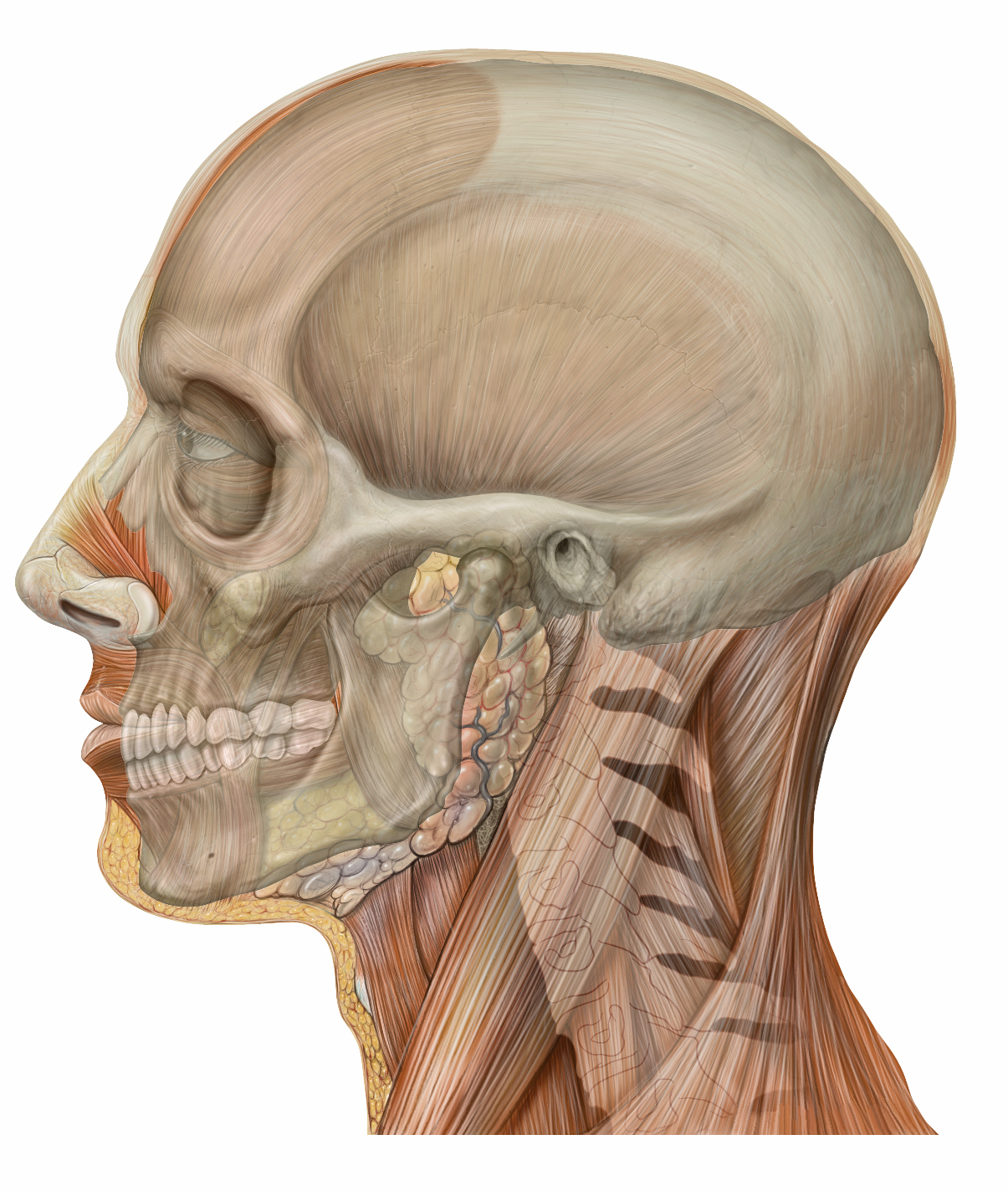

A anatomia da cabeça e pescoço foca as estruturas da cabeça e pescoço do corpo humano, incluindo o cérebro, ossos, músculos, vasos sanguíneos, nervos, glândulas, nariz, boca, dentes, língua e garganta. É uma área estudada em profundidade por cirurgiões, dentistas e fonoaudiólogos, dentre outros profissionais.